# Chico Netto
Francisco Bueno Netto ou simplesmente Chico Netto (Mogi Mirim, 9 de abril de 1894 — Maringá, 18 de junho de 1959), foi um futebolista e técnico de futebol brasileiro. Como jogador, atuou como zagueiro.

## Carreira
Iniciou a sua carreira de futebolista em 1908 no Amparo FC. Em 1912, defendeu o America-RJ. Em 1913, foi defender o Americano. Entre os anos de 1914 e 1915, defendeu as cores do São Bento. Em 1915, foi contrato pelo Fluminense e lá viveu o seu momento de glória. Conquistou os campeonatos estaduais de 1917, 1918, 1919 e 1924.
Como jogador da Seleção Brasileira, fez sete jogos, três jogos (oficiais) e quatro amistosos e não marcou gols.
Em 1918 venceu o concurso para escolher o melhor jogador brasileiro promovido pela revista Vida Sportiva com 1.524 votos.
Chico Netto, fez parte da comissão técnica da Seleção Brasileira em 1917. O treinador era um grupo de jogadores, ou de dirigentes, que se uniam para fazer o treinamento e ver como o time ia jogar.
Em 1923, ano no qual a equipe passou a ser treinada exclusivamente por um único treinador, Chico Netto foi convidado para comandar a seleção brasileira. Nesta campanha, foram sete jogos com três vitórias e quatro derrotas.

## Morte
Morreu em 18 de junho de 1959, devido a complicações pulmonares ocasionada pelo uso do cigarro.

## Títulos
Fluminense
- Campeonato Carioca: 1917, 1918, 1919, 1924